# Trematodon congolensis
Trematodon congolensis là một loài rêu trong họ Bruchiaceae. Loài này được J.-F. Leroy mô tả khoa học đầu tiên năm 1947.